# فردوسی حبشی
فردوسی حبشی (نام علمی: Erythrina abyssinica) نام یک گونه از سرده فردوسی است.